# Katarzyna Siudzińska
Katarzyna Siudzińska – polska fizyk, doktor habilitowany nauk ścisłych i przyrodniczych.

## Życiorys
W 2012 r. uzyskała licencjat z fizyki na UMK, a w latach 2014-2016 ukończyła studia fizyczne i filologiczne na Uniwersytecie Mikołaja Kopernika w Toruniu. W 2019 r. obroniła pracę doktorską pt. Evolution of open quantum systems governed by unitarily covariant quantum channels, której promotorem był prof. Dariusz Chruściński, w 2024 r.  habilitowała się. 
Pracuje na stanowisku adiunkta w Instytucie Fizyki na Wydziale Fizyki, Astronomii i Informatyki Stosowanej Uniwersytetu Mikołaja Kopernika w Toruniu.